# Île Lafontaine
Île Lafontaine är en ö i Kanada.   Den ligger i provinsen Québec, i den sydöstra delen av landet, 170 km öster om huvudstaden Ottawa.  Ön ligger i Saint Lawrencefloden nära Montréal.
Runt Île Lafontaine är det i huvudsak tätbebyggt. Runt Île Lafontaine är det mycket tätbefolkat, med 1 463 invånare per kvadratkilometer.